# Callicostella mollis
Callicostella mollis là một loài rêu trong họ Pilotrichaceae. Loài này được (Wilson) A. Jaeger mô tả khoa học đầu tiên năm 1877.